# Эль-Идрисси, Карим
Карим Эль-Идрисси (фр. Karim El Idrissi; 26 ноября 1977, Осер) — французский футболист, полузащитник. Игрок клуба «Осер B». Эль-Идрисси — сын марокканцев, приехавших во Францию. Он начал свою карьеру в молодёжном составе клуба «Осер» в 1993 году. С 1998 года Эль-Идрисси начал играть за вторую команду «Осера». В 2004 году он был вызван в первый состав клуба, где сыграл 1 матч в Лиге 1.
Эль-Идрисси женат, у него двое детей, сын Янис (родился 8 мая 2009 года) и дочь Джулия Джелен (родилась 6 января 2010 года).